# Cicle fenià
El cicle fenià o Fiannaidheacht (Fiannaíocht, en irlandès modern; Fenian Cycle, en anglès), també conegut com el cicle de Fionn, cicle de Finn, cicle de Fianna, contes finians, contes Fian, cicle Féinne, cicle Feinné i cicle ossiànic, és un cos de prosa i vers que se centra en les gestes de l'heroi mític Fionn mac Cumhaill i els seus guerrers fianna. És un dels quatre cicles principals de la mitologia irlandesa junt amb el cicle mitològic, el cicle de l'Ulster, i el cicle històric. En ordre cronològic, el cicle fenià és el tercer, entre de l'Ulster i l'històric. El cicle fenià és freqüent anomenar-lo cicle ossiànic perquè el fill de Fionn, Ossian, és el suposat escriptor de la majoria dels poemes. El cicle conté també històries sobre uns altres dels membres fianna, incloent-hi Caílte (nebot de Fionn), Diarmuid Ua Duibhne; Oscar, el fill d'Ossian, i l'enemic de Fionn, Goll mac Morna.

## Resum de la història

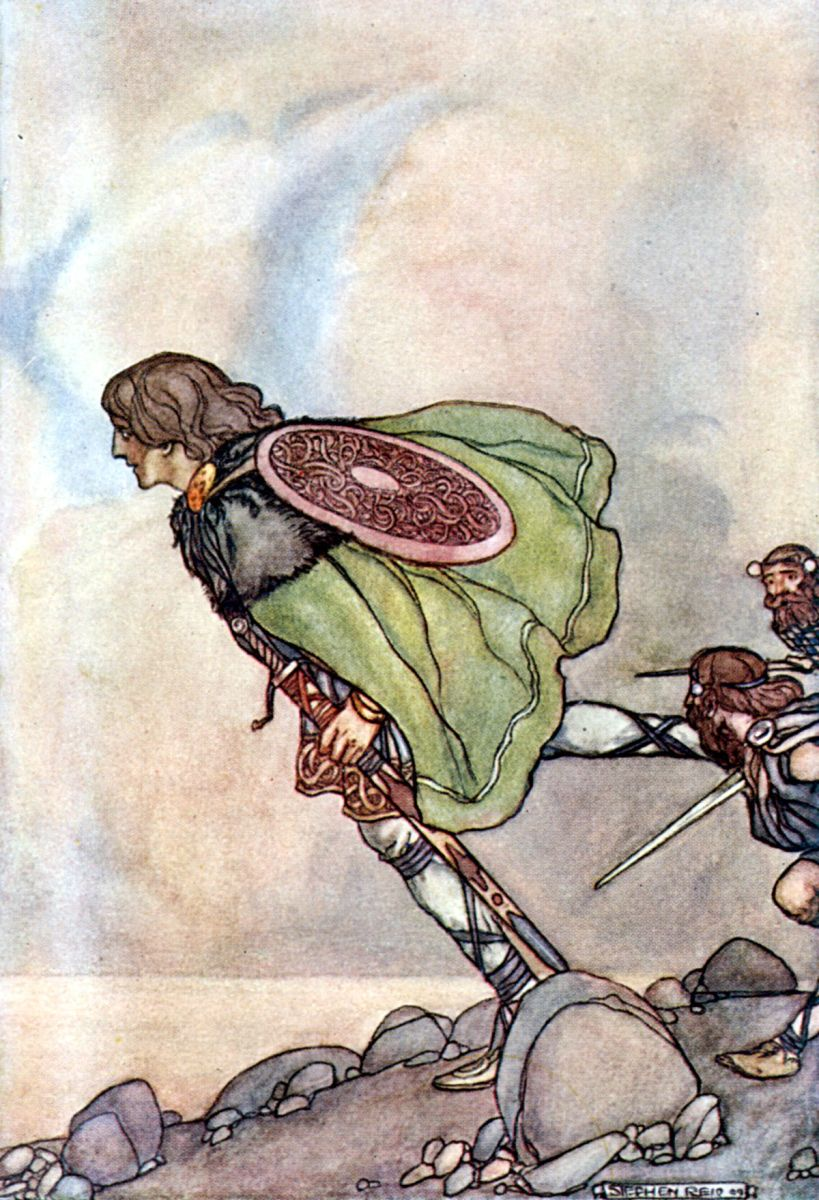
Fionn mac Cumhaill amb els fianna

Cormac mac Art, el Gran rei d'Irlanda, va formar la Fianna, una coalició de clans, per protegir el regne. Els fianna estaven dominats pel clan Bascna, liderat per Cumhall, i el clan Morna, liderat per Goll, amb Liath Luachra, el tresorer. Després de la Batalla de Knock, Cumhall és assassinat pels Morna, i roben la borsa de tresors del clan Bascna. L'esposa de Cumhall, Muirne, fuig i té un fill, Demna (o Deimne), que és cuidat per dues dones guerreres, Liath i la druida Bodhmall (germana de Cumhall). Muirne es casa amb el rei de Kerry.

### L'aixecament de Fionn
Demna guanya el sobrenom de Fionn ('blanc' o 'brillant') pel seu cabell clar, i quan té edat suficient parteix buscant venjança. Mata Liath Luachra, i recupera la borsa de tresors, que lliura als supervivents de la Batalla de Knock. Estudiant amb el poeta Finn Eces, Fionn, accidentalment, menja del salmó del coneixement i guanya la saviesa del món. Després de passar per tres proves, és admès en la cort del Gran Rei Tara, i es converteix en el líder del clan Bascna.

### Fionn i Aillén
Cada Samhain, la fada Aillén mac Midgna terroritzava Tara, adormint els guerrers amb la seva arpa i incendiant el palau. Fionn, usant una llança màgica que el feia immune a la música, va matar la fada. Com a recompensa, Fionn va ser nomenat capdavanter de la Fianna, reemplaçant Goll, qui li jura fidelitat.

### Fionn i Sadb
En una ocasió, Fionn estava caçant un cérvol, però quan el va atrapar, els seus gossos Bran i Sceolang li van impedir matar-lo, i aqueixa nit el cérvol es va transformar en una bella dona, Sabdh, qui havia estat transformada en cérvol pel druida Fer Doirich. L'encanteri s'havia trencat pel Fort d'Allen, la base de Fionn, on mentre es quedés dins dels límits estaria protegida pel seu encantament. Es van casar. Temps després, Fionn va deixar la base per expulsar uns invasors i Sabdh es va quedar al Fort. Fer Doirich es va fer passar per Fionn, i convencé Sabdh de sortir del Fort, i immediatament va tornar a transformar-se en cérvol. Fionn la va buscar, però tot el que va trobar després de set anys va ser un nen que havia estat criat per un cérvol. Ossian es va fer famós com a bard, però Sabdh no va tornar a ser vista.

### La Batalla de Gabhra
Entre el naixement d'Ossian i la Batalla de Gabhra transcorre la resta del cicle, que és molt llarg i es fa massa complicat per a un breu resum. Eventualment, el Gran Rei Cormac mor, i el seu fill Cairbre Lifechair busca destruir Fianna, perquè no vol pagar els impostos de protecció, així que reuneix un exèrcit al costat d'altres caps insatisfets, i provoca una guerra en què mata el servent de Fionn. Goll s'alinea amb el rei i en contra del clan Bascna en la batalla. Algunes històries diuen que cinc guerrers van matar Fionn en la batalla, mentre que uns altres diuen que va morir en la Batalla del Gual de Brea, assassinat per Aichlech mac Dubdrenn. En qualsevol cas, solament vint guerrers sobreviuen a la batalla, incloent-hi Ossian i Caílte.